# 三谷石舟古墳
三谷石舟古墳（日语：／ Mitaniishifunekofun）是位於日本香川縣高松市三谷町的一座前方後圓墳，高松市指定史跡。

## 概要

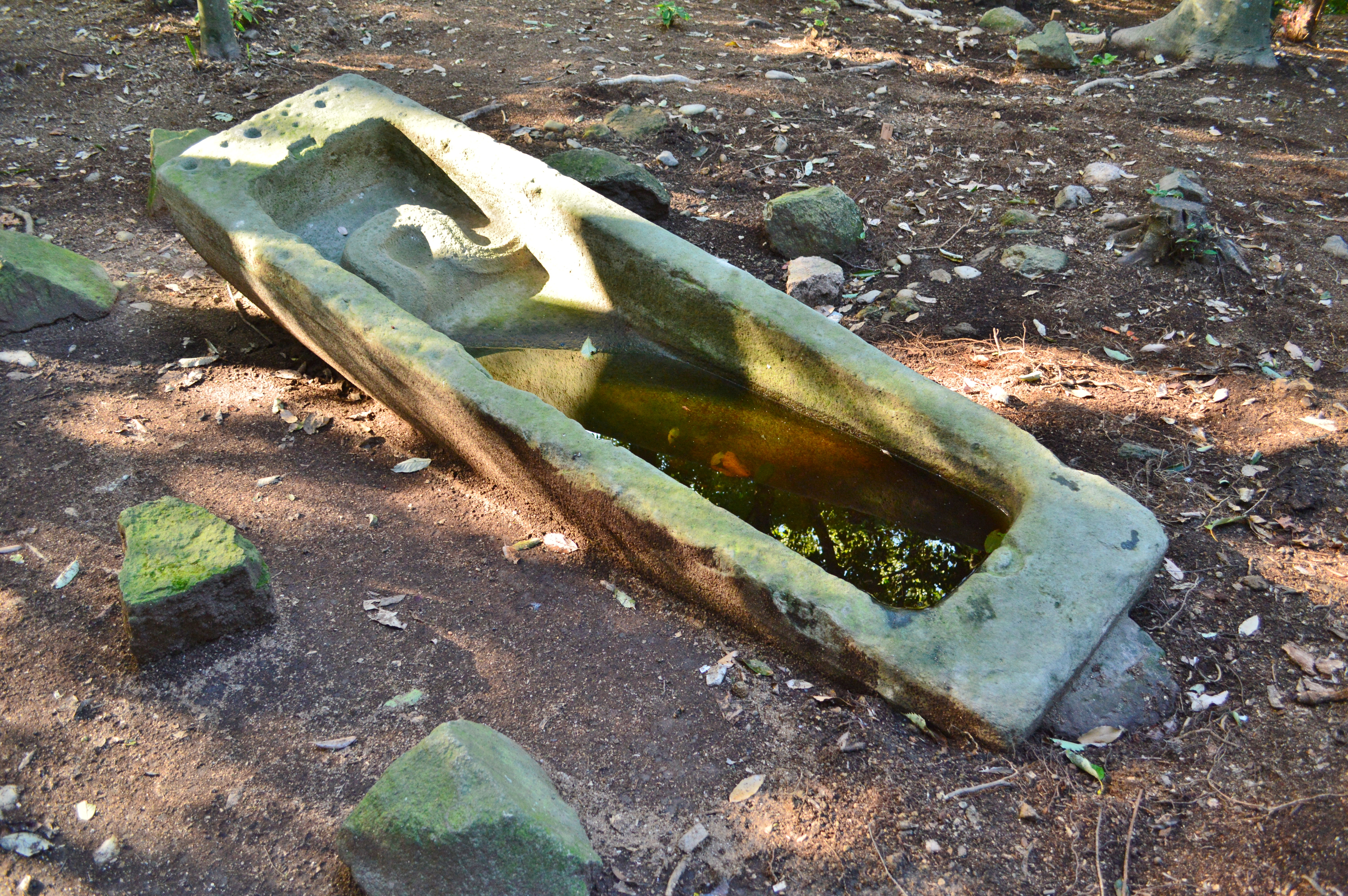
後円部の刳抜式舟形石棺

古墳位處高松市中心以南，高松平原南面的尾根之上。古墳北面是蓄水池（石舟池），墳形是前方後圓，前方部分朝西南。墳丘後圓部分有兩層，前方部分為一層。墳丘長88米，為香川縣內第4大的古墳，前方後圓墳來說則是第3大，高松平原來說則是最大規模。墳丘周圍由盾形基壇狀設施所包圍。墓室形態雖然不明，但是在後圓部分中央位置，可以見到刳拔式舟形石棺。石棺的石材產自國分寺町鷲之山，長3米，寬0.76米。石棺內前方有石枕，後方則是縄掛突起。從石棺型式推測，古墳建於古墳時代中期（約5世紀初）。2014年，古墳域成為高松市指定史跡。

## 規模
古墳規模如下。
- 古墳總長：101米 - 連同墳丘周圍的盾形基壇狀設施。
- 墳丘長：88米

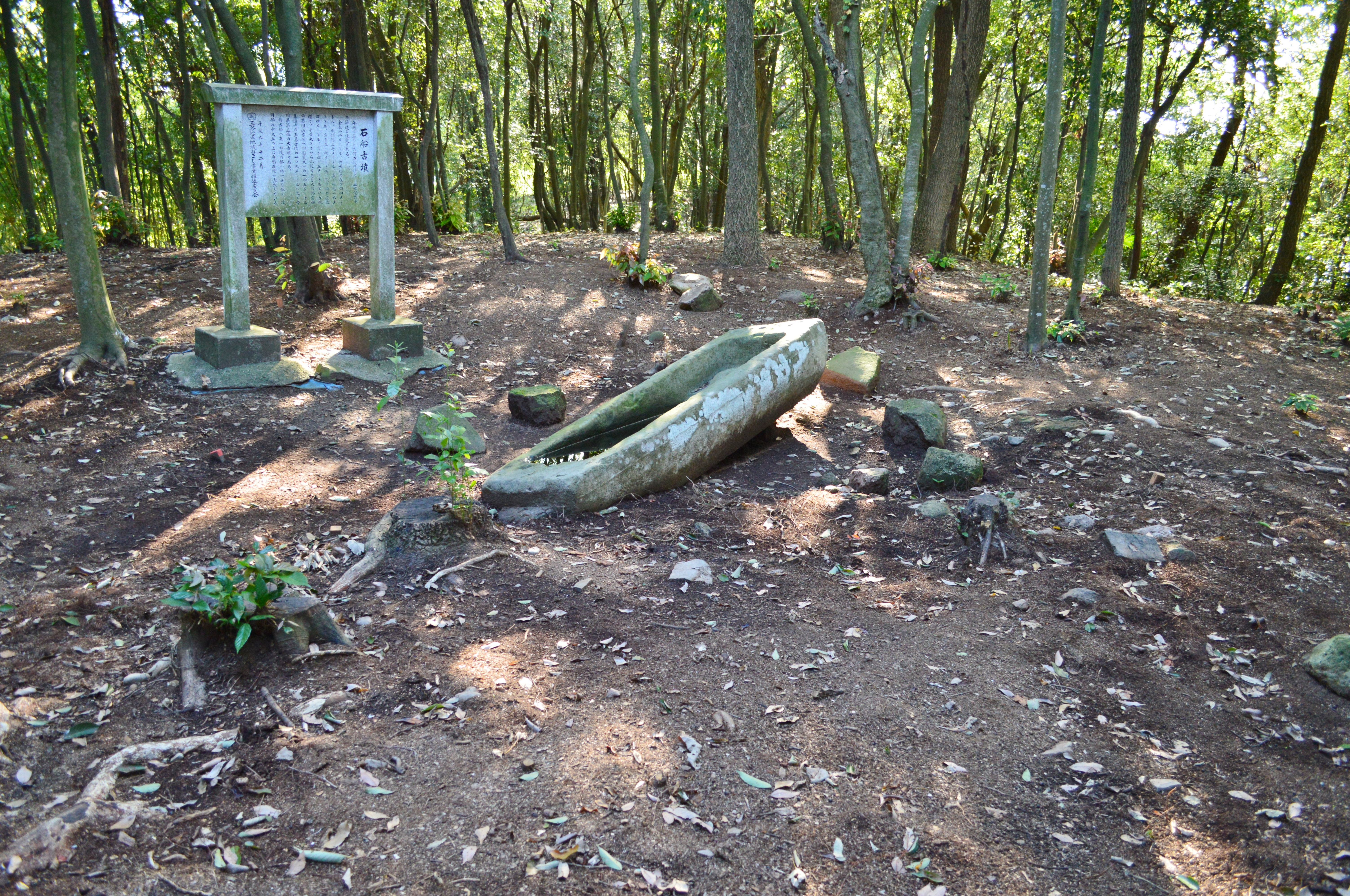
後圓部分墳頂 中央處為石棺。
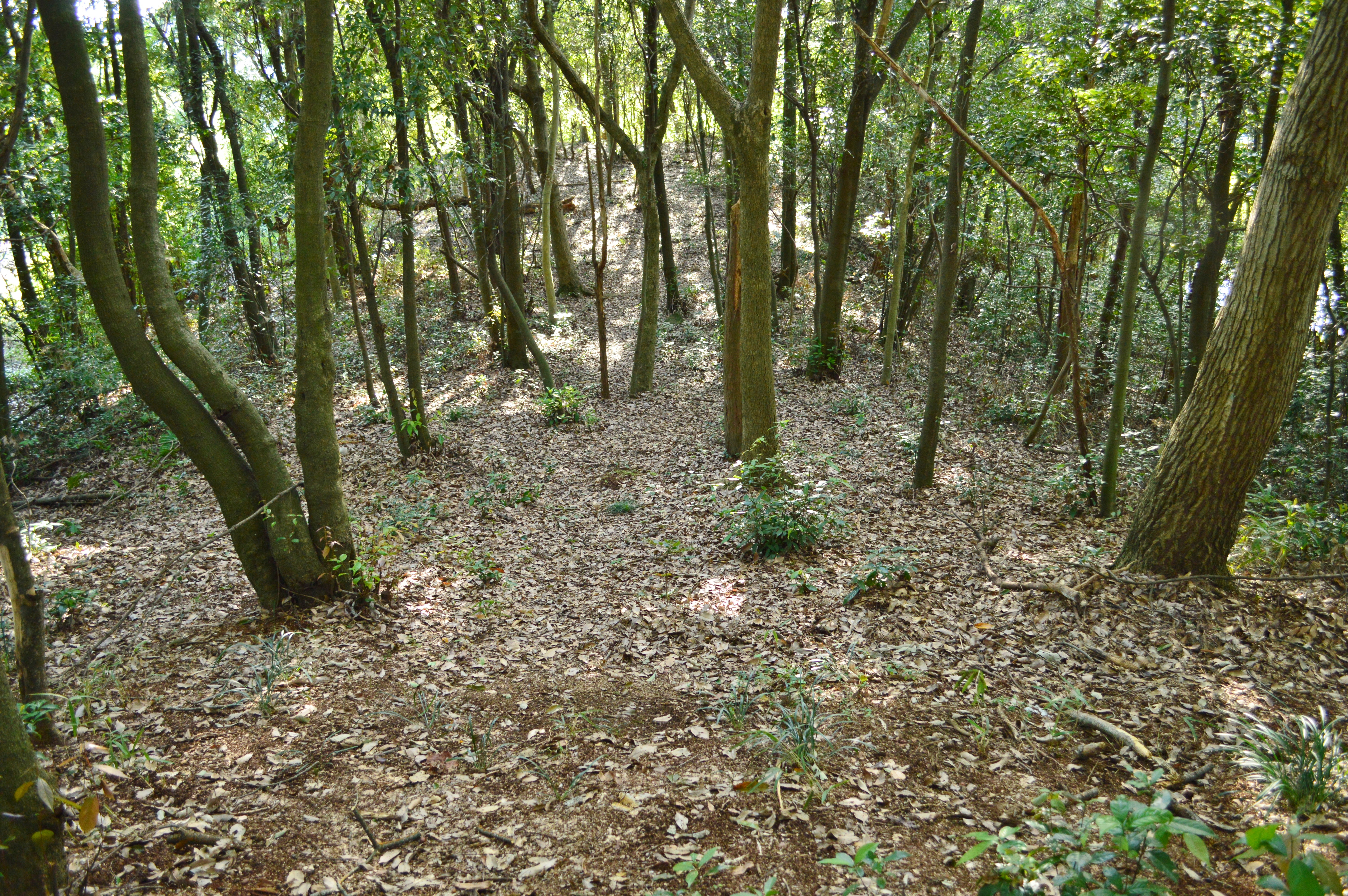
後圓部分 - 兩層。
  - 直徑：44米
  - 高：4.5米
- 前方部分 - 1層。
  - 長：44米
  - 寬：27米
  - 高：3.6米
- 中間細部
  - 寬：20米

- 後圓部分墳頂
中央處為石棺。
- 後圓部分望向前方部分

## 文化財

### 高松市指定文化財
- 史跡
  - 三谷石舟古墳 - 2014年3月10日指定[1]。